# Woodstock (sang)
 For alternative betydninger, se Woodstock. (Se også artikler, som begynder med Woodstock)
"Woodstock" er en sang skrevet af den canadiske singer-songwriter Joni Mitchell i 1969. Sangen, der handler om Woodstockfestivalen afholdt samme år, blev udgivet på hendes album Ladies of the Canyon og er en af hendes mest kendte sange.

## Sangens tilblivelse
Joni Mitchell var ikke selv med på Woodstockfestivalen, idet hun var blevet overbevist af sin manager om, at det var bedre for hende at medvirke i et tv-show med Dick Cavett. Hun hørte om festivalen, dels gennem sin daværende kæreste Graham Nash, der deltog i festivalen, dels via tv-reportager fra festivalen, som hun så på sit hotelværelse i New York City. Hun var nedtrykt over ikke at være med, og med den følelse i baghovedet satte hun sig til at skrive sangen.

## Joni Mitchells egne udgaver
Originalindspilningen af sangen findes på Joni Mitchells tredje album, Ladies of the Canyon fra 1970. Denne version er kendetegnet ved kun at være ledsaget af hendes eget spil på el-klaver samt kor skabt af flere indspilninger af Mitchells egen stemme. En orkesterversion af sangen findes på Travelogue fra 2002.
Sangen findes desuden på live-albummet Amchitka, der er baseret på en støttekoncert til det, der senere blev Greenpeace. Sangen findes også på de to øvrige officielle Mitchell-livealbum, Miles of Aisles fra 1974 og Shadows and Light fra 1980. Den første filmede version af sangen stammer fra Big Sur Folk Festival i 1969, før nummeret blev udgivet på plade. Hendes fremførelse af nummeret kan ses i filmen Celebration at Big Sur, som havde premiere i 1971.
Originaludgaven findes også på opsamlingsalbummet Hits fra 1996.

## Fortolkninger af andre kunstnere
"Woodstock" er den fjerdemest kopierede af Joni Mitchells sange og findes i mere end 225 versioner.
Crosby, Stills, Nash and Young havde "Woodstock" med på albummet Déjà Vu fra 1970, og de fik et singlehit med sangen. Matthews Southern Comfort indspillede nummeret til albummet Later That Same Year i 1970, og også for denne gruppe blev sangen et singlehit, der nåede førstepladsen på den britiske hitliste.
Af andre kunstnere, der har indspillet sangen, kan nævnes:
- America (2011 på albummet Back Pages)
- Eva Cassidy (1994 på livealbummet Live at Pearl's samt på det posthumt udsendte album Time After Time fra 2000)
- Fairport Convention (2004 på albummet Cropredy Capers: 25 Years of Fairport Convention and Friends at Cropredy Festival)
- Led Zeppelin (indarbejdet i perioden 1973-1975 i nummeret "Dazed and Confused", dokumenteret i flere live-indspilninger fra perioden, blandt andet på dvd'en Led Zeppelin udsendt i 2003)
- Tamra Rosanes (i en akustisk udgave på hendes dobbelt-cd The Very Best of Tamra Rosanes fra 2012)[2]

## Andre medier
"Woodstock" er brugt i forskellige film- og tv-produktioner, særligt i en række musikdokumentarfilm, men desuden i et par fiktionsværker, heriblandt
- Six Feet Under - afsnit "Back to the Garden", episode 7, sæson 2 (2002)[3]
- Jane Tennison - episode 6, sæson 1 (2017)[4]